# 山口瞳
山口 瞳（やまぐち ひとみ、本名同じ、1926年（大正15年）1月19日（戸籍上は11月3日） - 1995年（平成7年）8月30日）は、日本の男性作家、エッセイスト。
妹は日本舞踊家の花柳若奈（本名：栄）でジェリー伊藤の妻。作家で映画評論家の山口正介は息子。甥（弟・山口昭の子）にプロレスのレフェリーだったウォーリー山口（本名：山口雄介）。

## 経歴
1926年1月19日、東京府荏原郡入新井町（現：東京都大田区）に生まれる。ただし、同年同月に異母兄が生まれたため、戸籍には11月3日生まれとして届けられた。父親はアイディアマンの実業家。母親は横須賀の柏木田遊郭の経営者の娘で（ただし、その事実は、終生子供には隠していた。のちに山口は柏木田を舞台に『血族』を執筆）、美人で社交的で粋な女性。非常に雰囲気が明るく、交友関係も広く、派手な家庭であった。長唄三味線家元の杵屋勝東治、その息子である、後の若山富三郎、勝新太郎も出入りしていた。
父親の事業が一時失敗し、落魄して川崎の尻手付近に「都落ち」したこともあり、山口の中ではその赤貧時代が原風景としていつまでも残り、派手好きでありながら、一方で非常に謹直であるという複雑な性格の元となった。家族の間では「冷血動物」とあだ名されたという。
小学校時代は野球に熱中し、同級生に元東急フライヤーズ投手の黒尾重明がいた。旧制麻布中学を経て旧制第一早稲田高等学院を中退。
兵役の後、1946年に鎌倉アカデミアに入学し、在学中から同人誌に作品を発表。なお、鎌倉アカデミア時代には、歌人吉野秀雄に師事した。この時長谷の川端康成宅の隣に住み、養女の政子と親しくしていた。
国土社に入社し編集者となる。だが、正式の大学を出ていないことに対する劣等感を指摘され、師事していた高橋義孝から「正式な大学を出れば、もっと大きな出版社に紹介してあげる」と言われたことから、國學院大學文学部に入り、1954年に卒業。河出書房の「知性」編集部に勤務していたが、1957年3月に同社が倒産。同誌の続刊を図る編集長の小石原昭に従って新設の知性社に移るも、同誌は2号で廃刊となったため再び失職。
1958年、開高健の推薦で壽屋（現：サントリー）に入社。PR雑誌「洋酒天国」の編集や、コピーライターとして活躍する。ハワイ旅行が当たる懸賞のコピー「トリスを飲んでHawaiiへ行こう!」が代表作。
「婦人画報」に連載した『江分利満氏の優雅な生活』で、1963年に第48回直木賞を受賞、同作品は映画化もされた。受賞後しばらくは二足の草鞋を履いたが、「週刊新潮」の伝説的編集者斉藤十一からコラムの連載依頼を受けたことから、文筆業に専念するためにサントリーを退社。
代表作は、「週刊新潮」に1963年から31年間、延べ1614回、死去まで一度も穴を開けることなく連載を続けたコラム・日記の『男性自身』シリーズ、自らの両親の生い立ちを題材とした『血族』（第27回菊池寛賞受賞）、『家族』などがある。
『血族』は、1980年1月6日から2月3日まで、NHKテレビ「ドラマ人間模様」で脚本：早坂暁、音楽：武満徹、演出：深町幸男で全5回のドラマとして放送された（主演は小林桂樹）
競馬や将棋、野球に造詣が深く、全国の地方競馬場を踏破した『草競馬流浪記』、プロ棋士と駒落ちで対戦した記録『山口瞳血涙十番勝負』、プロ野球から草野球まで、野球に関するエッセイをまとめた『草野球必勝法』などの著書もある。
なお、山口の著書の表紙絵、挿絵は、その多くをサントリー時代からの友人である、柳原良平が担当している。
糖尿病を患っていたが、克服。晩年は小説の執筆をやめ、『男性自身』に集中して仕事をしていた。死の直前は肺癌が急速に悪化。直前まで本人には告知されなかった。家族がホスピスへ移すことを相談している最中に突然、状態が急変し、東京都小金井市の聖ヨハネ会桜町病院ホスピス棟にて死去。死が急であったため、結果的に、『男性自身』は「アナ空き」がないことになった。戒名は文光院法国日瞳居士。

## エピソード

### 将棋
将棋には幼少の頃から熱心に打ち込み、専業作家になってからも、原田泰夫の弟子である山口英夫を自宅に呼んで稽古をつけてもらっていた。また、将棋棋士たちの世界のことが一般に知られていないことに義憤を抱き、「将棋界の宣伝マン」と自ら名乗った。「将棋界は大天才の集団」と唱え、著書や観戦記などで、個性的な将棋棋士たちを紹介した。
また、師の山口英夫と飛車落ちの新定跡「瞳流6筋位取り戦法（瞳流位取り）」を研究・創案。これを用いて「血涙十番勝負」では、飛車落ちで、当時のトッププロであった米長邦雄、原田泰夫に勝利し、山田道美と引き分け、3勝6敗1分け（ただし、6敗のうちの1敗は後述する蛸島彰子との平手戦である）という結果を残した。なお、将棋では千日手や持将棋などは再試合となるため、純粋な引き分けが記録されることは殆どなく、山口の1分けという棋譜は非常に変わった記録である（山田は対局後に記した自戦記で上手側からの攻撃が難しくなる瞳流6筋位取り戦法の優秀性を認めるとともに、従来の6筋位取り戦法は6筋の位を取って中央に二枚銀を配し、飛車は4八の地点で受けに使い左玉で囲う形だったのを、飛車を6八に振って6筋の攻撃の主力にし、右玉に囲うという発展形を考案した。直後に山田が急死したため、山口はその後に行われた第四戦で山田への追悼としてこの戦法を使い、米長を破っている）。ただ、アマチュアの段位を貰うことは頑なに拒んだ。これは山口が子供の頃プロ棋士を志望したが、当時の棋士の収入の低さを不安に思ってやめてしまったという複雑な感情に起因する。
しかし、その「血涙十番勝負」の企画で、蛸島彰子初段（当時）と平手対局するにあたり、将棋連盟の強い要望によりアマ四段の免状を受けている。これは、万が一プロの二段（当時、女流棋界は発足する前で、蛸島は奨励会の初段としてプロを目指した後、二段ということで対局していた）が無段の人間に負けては示しがつかない、というのが理由である。
また「子供の頃からの夢」であった、名人戦第1局の観戦記執筆も叶えた。
だが、晩年には、山口英夫や将棋連盟の米長邦雄との間にトラブルが起きたことや、将棋界の保守的な体質に対して不信感を抱いたこともあり、将棋界との交流を絶った。
ただし、1987年に創設された、将棋を愛する作家、ジャーナリスト、観戦記者たちの団体「将棋ペンクラブ」には参加し、「将棋ペンクラブ大賞」の選考委員も、死去するまで務めた。
なお、山口瞳から絶縁された山口英夫は、瞳の弟で、婦人洋品卸会社社長だった山口昭に招かれて将棋の指導会を行っていた。ただし、昭のほうは瞳のような棋力はなく、アマチュア級位者クラスだった。
没後、日本将棋連盟からアマ七段の免状（二上達也会長と羽生善治名人・竜王の署名入。ただし、役職、タイトルは何れも当時）が授与された。

### 行きつけの店
東京や、取材で訪れた旅行先等で、お気に入りの店が見つかると、その店に通いつめる性格であった。そうした「行きつけの店」たちのことを、たびたび『男性自身』等に描いている。また、自らの母親の家系が「サービス業」だったせいか、「飲食業の人たちが仲間に思える。大きな顔をして客らしく構えることができず、どうしても従業員の人に気を使ってしまう」とも書いている。
ただし、執筆のための飲食では、出版社に「接待」されていたため、晩年、デビューしたばかりの田中康夫から「自分は自腹を切って、料理店の批評を書いている。山口のように自分のお金で飲食しないのでは、その店を正しく評価できない」と批判された。

### 礼儀作法
サラリーマン向けの礼儀作法についての作品も多く、『礼儀作法入門』はロングセラーとなっている。サントリーの新聞広告での新成人や新社会人へのメッセージは、毎年成人の日と4月1日の恒例となっていた。没後は伊集院静が、さらに伊集院の没後は三谷幸喜が引き継いでいる。

### 向田邦子
晩年の向田邦子の、最も近くにいた作家の一人でもある。その随筆や短編小説に惚れ込み、第83回直木賞では向田を強く推薦して受賞に至らしめた。仕事の上での交友関係も続いたが、1981年8月22日の向田の突然の事故死には大きなショックを受け、「アル中寸前」にまで陥ったという。こうした向田とのエピソードの多くは、自身のエッセイ『男性自身 木槿の花』に収められている。この作品から、向田の命日は「木槿忌」と呼ばれることとなった。
なお、山口は向田の死後、「向田邦子は八方美人的なところがあり、誰もが『自分が一番愛されている』と思わせる天才だった。それゆえ嘘つきだった」と評した。競馬を介して交流があった色川武大が死去した際も、同趣旨の追悼文を書いた。

### 国立
かねがね「山手線の外側には住まない」と発言していたが、サントリー退社当時、息子の山口正介が東京郊外の国立市の中学校に通っていたことから、国立に居を移し、気に入って終生の棲家とした。国立に移住する際、師と仰いだ高橋義孝の紹介による若手女性建築家に自宅の設計を任せたところ、「コンクリート打ちっぱなし、家の真ん中にある半地下の部屋が食堂」という、非常にモダンで実験的な家が出来上がった。山口自身は、和風な家が好みであったが、高橋との義理のため、このうちに我慢して住んだ。大雨の際に地下の食堂が浸水したり、晩年の足が不自由になった際でも、食堂にいくため一々階段を下りなければならない等、「実験的な家」は住むには不自由な家であった。
『男性自身』でもたびたび地元・国立のことに触れていて、なかでも谷保天満宮（やぼてんまんぐう）はお気に入りの場所だった。なお、谷保天満宮では、ある朝突然たずねてきた伊丹十三と宮本信子に依頼されて、山口が立会人を務めて、その日のうちに彼等の結婚式が行われた。気さくな人柄で谷保駅前の焼き鳥屋に夜毎顔を出し、地元の人々との交流を大切にしていた。『居酒屋兆治』はそんな経緯から生まれた作品である。
近所に住む彫刻家関保寿（ドストエフスキーに容貌が似ていることから、作中では「ドスト氏」と表現）とは特に気が合い、一緒に数多く旅行をした。旅行先では、地方競馬に興じたり、油絵を描くなどして、楽しんだ。
同じ国立に所在する縁で、荒磯部屋（二所ノ関系）の後援会長を務めていた。

### 妻
妻とは鎌倉アカデミア時代に知り合った。妻の実家は東京向島で皮革業を営んでいた。結婚後、彼女が現在でいうパニック障害（当時はノイローゼと診断）に罹ったため、妻は電車に乗れず、共に外出する際は、いつもタクシーを用いた。妻と幼い息子を連れて、銀座のバーに出かけたこともあるという。

### 平和主義者
筋金入りの反戦主義者・護憲論者であり、「我が生涯の幸運は、戦争に負けたことと憲法九条に尽きると思って居る」「人を傷つけたり殺したりすることが厭で、そのために亡びてしまった国家があったということで充分ではないか」「もし、こういう（非武装の）国を攻め滅ぼそうとする国が存在するならば、そういう世界は生きるに価しないと考える」など、強固な信念に基づく見解を『男性自身』などで述べている。

### プロ野球選手
史上最強の打者に、景浦将（阪神）と大杉勝男（ヤクルト）の2名を挙げている。大杉評として有名なものに「大杉のバッティングを見ると、いつも景浦を思い出した」と言うものがある。

## 著作
- 『山口瞳大全』全11巻 新潮社 1992-93

### 小説
- 『江分利満氏の優雅な生活』 文藝春秋新社 1963 のち新潮文庫、「江分利満氏の優雅で華麗な生活」小学館
- 『江分利満氏の華麗な生活』 文藝春秋新社、1963 のち新潮文庫、角川文庫
- 『結婚します』 新潮社1965 のち文庫
- 『マジメ人間』 文藝春秋新社 1965 のち角川文庫
- 『新入社員諸君!』 文藝春秋新社 1966 のち角川文庫
- 『世相講談』正続、第三 文藝春秋 1966-69 のち角川文庫
- 『少年老い易く』 講談社 1967
- 『結婚しません』 新潮社 1967 のち文庫
- 『善の研究』 文藝春秋 1968 のち角川文庫
- 『わが町』 新潮社 1968 のち角川文庫
- 『愛ってなに?』 新潮社 1968 のち文庫
- 『小説・吉野秀雄先生』 文藝春秋 1969 のち文庫
- 『江分利満氏大いに怒る』 新潮社 1969 のち集英社文庫
- 『鳩胸の鳩』 新潮社 1970
- 『なんじゃもんじゃ』 文藝春秋 1971 のち角川文庫
- 『人殺し』 文藝春秋 1972 のち文庫
- 『けっぱり先生』 新潮社 1972 のち文庫
- 『どこ吹く風』 新潮社 1972 のち集英社文庫
- 『山口瞳血涙十番勝負』正続 講談社 1972 のち文庫、中公文庫、小学館
- 『犬の歴史』 番町書房 1973
- 『むにゃむにゃ童子』 角川書店 1976 のち文庫
- 『伝法水滸伝』 集英社文庫 1977
- 『血族』 文藝春秋 1979 のち文庫、小学館
- 『単身赴任』 講談社 1979 のち文庫
- 『考える人たち』 作品社 1979 のち文春文庫
- 『同行百歳』 講談社 1979 のち文庫
- 『谷間の花』 集英社文庫 1980
- 『青雲の志について 鳥井信治郎伝』 集英社文庫 1981
- 『居酒屋兆治』 新潮社 1982 のち文庫、小学館
- 『婚約』 講談社 1982 のち文庫
- 『家族』 文藝春秋 1983 のち文庫、小学館
- 『木彫りの兎』 集英社文庫 1983
- 『庭の砂場』 文藝春秋 1987 のち文庫
- 『梔子の花』 新潮文庫 1995
- 『いろいろ有難う・これからどうなる』 新潮ピコ文庫 1996
- 『巷説 天保水滸伝』 河出書房新社 2004
- 『父の晩年』 河出書房新社 2007

### 男性自身シリーズ
- 1 男性自身 (1965)
- 2 ポケットの穴 (1966)
- 3 旧友再会 (1967)
- 4 父のステッキ (1968)
- 5 壁に耳あり (1969)
- 6 少年達よ、未来は (1970)
- 7 天下の美女 (1971)
- 8 変奇館日常 (1972)
- 9 変奇館の春 (1973)
- 10 隠居志願 (1974)
- 11 銀婚式決算報告 (1975)
- 12 元日の客 (1976)
- 13 巨人ファン善人説 (1977)
- 14 人生仮免許 (1978)
- 15 展覧会の絵 (1980)
- 16 卑怯者の弁 (1981)
- 17 木槿の花 (1982)
- 18 禁酒時代 (1983)
- 19 余計なお世話 (1984)
- 20 私本歳時記 (1985)
- 21 私の根本思想 (1986)
- 22 梔子の花 (1987)
- 23 還暦老人ボケ日記 (1989)
- 24 還暦老人憂愁日記 (1989)
- 25 還暦老人極楽蜻蛉 (1991)
- 26 年金老人奮戦日記 (1994)
- 27 江分利満氏の優雅なサヨナラ (1995)

### エッセイ・対談
- 『酒呑みの自己弁護』新潮社 1973 のち文庫
- 『作法・不作法 師弟対談』高橋義孝 角川書店 1974 のち集英社文庫
- 『山口瞳幇間対談』講談社 1974
- 『礼儀作法入門 気持ちよく人とつきあうために』祥伝社ノン・ブック 1975、のち集英社文庫、新潮文庫
- 『湖沼学入門』講談社 1976 のち文庫
- 『月曜日の朝』新潮社 1976 のち「月曜日の朝・金曜日の夜」で新潮文庫
- 『私流頑固主義 さりげなく優しさを示すエチケット』祥伝社ノン・ブック 1976、のち集英社文庫、「続礼儀作法入門」新潮文庫
- 『草野球必勝法』実業之日本社 1977 のち文春文庫
- 『旦那の意見』中央公論社 1977 のち文庫
- 『金曜日の夜』新潮社 1978
- 『迷惑旅行』新潮社 1978 のち文庫
- 『ゲーム的人間』（編）新潮社 1979（楽しみと冒険）
- 『酔いどれ紀行』新潮社 1981 のち文庫
- 『男の風俗・男の酒』丸谷才一 TBSブリタニカ 1984
- 『草競馬流浪記』新潮社 1984 のち文庫
- 『温泉へ行こう』新潮社 1985 のち文庫
- 『諸君!この人生、大変なんだ』講談社 1985 のち文庫
- 『日本競馬論序説』赤木駿介 新潮社 1986 のち文庫
- 『新東京百景』新潮社 1988 のち文庫
- 『イテマスマス耄碌』対談：吉行淳之介 新潮社 1993
- 『行きつけの店』TBSブリタニカ 1993 のち新潮文庫
- 『この人生に乾杯! 山口瞳と三十人』TBSブリタニカ 1996
- 『君等の人生に乾盃だ!』講談社 1998、「社会人心得入門」講談社+α文庫
- 『勤め人ここが心得違い』小学館文庫 1999
- 『江分利満氏の酒食生活』角川春樹事務所 2002（ランティエ叢書）
- 『やってみなはれみとくんなはれ』開高健 新潮文庫 2003
- 『人生の楽しみ見つけたり』講談社+α文庫 2003
- 『禁酒禁煙』中公文庫 2003
- 『人生論手帖』河出書房新社 2004
- 『わが師わが友』河出書房新社 2004
- 『わたしの読書作法』河出書房新社 2004
- 『会社の渡世』河出書房新社 2005
- 『衣食足りて』河出書房新社 2006
- 『忘れえぬ人』河出書房新社 2006
- 『ああ！懐かしのプロ野球黄金時代』河出文庫 2012
- 『山口瞳ベスト・エッセイ』ちくま文庫 2018 小玉武編

### 関連文献
- 山口正介『江分利満家の崩壊』新潮社 2012。母治子の死を機に実情を明かした
- 山口正介『正太郎の粋 瞳の洒脱』講談社文庫 2013
- 山口正介『父・山口瞳自身 息子が語る家族ヒストリー』小学館 2020